# العلاقات التونسية اللاوسية
العلاقات التونسية اللاوسية هي العلاقات الثنائية التي تجمع بين تونس ولاوس.

## مقارنة بين البلدين
هذه مقارنة عامة ومرجعية للدولتين:
| وجه المقارنة                                              | تونس                                       | لاوس        |
| --------------------------------------------------------- | ------------------------------------------ | ----------- |
| المساحة (كم2)                                             | 163.61 ألف                                 | 236.80 ألف  |
| عدد السكان (نسمة)                                         | 11.53 مليون                                | 6.86 مليون  |
| الكثافة السكانية (ن./كم²)                                 | 70.47                                      | 28.97       |
| العاصمة                                                   | تونس                                       | فيينتيان    |
| اللغة الرسمية                                             | اللغة العربية                              | اللغة اللاو |
| العملة                                                    | دينار تونسي                                | كيب لاوي    |
| الناتج المحلي الإجمالي (بليون دولار)                      | 40.26 مليار                                | 16.85 مليار |
| الناتج المحلي الإجمالي (تعادل القوة الشرائية) بليون دولار | 129.05 مليار                               | 38.71 مليار |
| الناتج المحلي الإجمالي الاسمي للفرد دولار أمريكي          | 3.87 ألف                                   | 1.82 ألف    |
| الناتج المحلي الإجمالي للفرد دولار أمريكي                 | 11.44 ألف                                  |             |
| مؤشر التنمية البشرية                                      | 0.721                                      | 0.575       |
| رمز المكالمات الدولي                                      | +216                                       | +856        |
| رمز الإنترنت                                              | .tn                                        | .la         |
| المنطقة الزمنية                                           | ت ع م+01:00، توقيت وسط أوروبا، ت ع م+02:00 | ت ع م+07:00 |

## منظمات دولية مشتركة
يشترك البلدان في عضوية مجموعة من المنظمات الدولية، منها:
| علم المنظمة | اسم المنظمة                        | تاريخ انضمام تونس | تاريخ انضمام لاوس |
| ----------- | ---------------------------------- | ----------------- | ----------------- |
|             | يونسكو                             | 8 نوفمبر 1956     | 9 يوليو 1951      |
|             | مؤسسة التمويل الدولية              | 25 يوليو 1962     | 29 يناير 1992     |
|             | منظمة حظر الأسلحة الكيميائية       | ?                 | ?                 |
|             | مؤسسة التنمية الدولية              | 30 ديسمبر 1960    | 28 أكتوبر 1963    |
|             | وكالة ضمان الاستثمار متعدد الأطراف | 7 يونيو 1988      | 5 أبريل 2000      |
|             | منظمة الشرطة الجنائية الدولية      | ?                 | ?                 |
|             | الأمم المتحدة                      | 12 نوفمبر 1956    | 14 ديسمبر 1955    |
|             | البنك الدولي للإنشاء والتعمير      | 14 أبريل 1958     | 5 يوليو 1961      |

## وصلات خارجية
- موقع وزارة الخارجية التونسية